# وگا دو ترا
وگا دو ترا (به اسپانیایی: Vega de Tera) یک شهرستان در اسپانیا است که در استان سامرا واقع شده‌است.

## خصوصیات
وگا دو ترا ۴۴ کیلومترمربع مساحت و ۴۷۰ نفر جمعیت دارد.